# Besart Berisha
Besart Berisha (Pristina, 1985. július 29. –) albán válogatott labdarúgó.

## Klub
A labdarúgást a Tennis Borussia Berlin csapatában kezdte. Később játszott még a Hamburger SV, az Arminia Bielefeld, a Brisbane Roar FC, a Melbourne Victory FC és a Western United FC csapatában. 2012-ben, 2014-ben, 2015-ben es 2018-ban ausztrál bajnoki címet szerzett.

## Nemzeti válogatott
2006-ban debütált az albán válogatottban. Az albán válogatottban 17 mérkőzést játszott.

## Statisztika
| Albán válogatott | Albán válogatott | Albán válogatott |
| Időszak          | Mérk.            | gól              |
| ---------------- | ---------------- | ---------------- |
| 2006             | 1                | 0                |
| 2007             | 6                | 1                |
| 2008             | 4                | 0                |
| 2009             | 6                | 0                |
| Összesen         | 17               | 1                |